# Dow City
Dow City ist eine Kleinstadt (mit dem Status „City“) im Crawford County im US-amerikanischen Bundesstaat Iowa. Das U.S. Census Bureau hat bei der Volkszählung 2020 eine Einwohnerzahl von 485 ermittelt.

## Geografie
Dow City liegt im Westen von Iowa am Boyer River, einem linken Nebenfluss des Missouri. Dieser bildet rund 70 km westlich die Grenze Iowas zu Nebraska. Die Schnittstelle der drei Bundesstaaten Iowa, Nebraska und South Dakota befindet 126 km nordwestlich.
Die geografischen Koordinaten von Dow City sind 41°55'44" nördlicher Breite und 95°29'38" westlicher Länge. Die Stadt erstreckt sich über eine Fläche von 0,83 km² und ist die größte Ortschaft innerhalb der Union Township.
Nachbarorte von Dow City sind Arion (3,7 km nordöstlich), Denison (16,4 km in der gleichen Richtung), Buck Grove (9 km östlich), Manilla (26,7 km in der gleichen Richtung), Defiance (25 km südöstlich), Earling (23,3 km südsüdöstlich), Panama (25,5 km südlich), Dunlap (12,8 km südwestlich) und Charter Oak (22,5 km nordnordwestlich).
Die nächstgelegenen größeren Städte sind die Twin Cities in Minnesota (Minneapolis und Saint Paul) (480 km nordnordöstlich), Rochester in Minnesota (451 km nordöstlich), Cedar Rapids (329 km östlich), Iowas Hauptstadt Des Moines (184 km ostsüdöstlich), Kansas City in Missouri (370 km südsüdöstlich), Nebraskas größte Stadt Omaha (103 km südsüdwestlich), Sioux City (124 km nordwestlich) und South Dakotas größte Stadt Sioux Falls (261 km in der gleichen Richtung).

## Verkehr
Der entlang des Boyer River führende U.S. Highway 30 verläuft von Nordost nach Südwest als Hauptstraße durch Dow City. Alle weiteren Straßen sind untergeordnete Landstraßen, teils unbefestigte Fahrwege sowie innerörtliche Verbindungsstraßen.
Parallel zum US 30 und zum Boyer River führt eine Eisenbahnlinie für den Frachtverkehr der Union Pacific Railroad (UP) durch das Stadtgebiet von Dow City.
Mit dem Denison Municipal Airport befindet sich 14 km nordöstlich ein kleiner Flugplatz. Die nächsten Verkehrsflughäfen sind der Des Moines International Airport (190 km ostsüdöstlich), das Eppley Airfield in Omaha (95,6 km südsüdwestlich), der  Sioux Gateway Airport in Sioux City (112 km nordwestlich) und der Sioux Falls Regional Airport (266 km in der gleichen Richtung).

## Bevölkerung
Nach der Volkszählung im Jahr 2010 lebten in Dow City 510 Menschen in 219 Haushalten. Die Bevölkerungsdichte betrug 614,5 Einwohner pro Quadratkilometer. In den 219 Haushalten lebten statistisch je 2,33 Personen.
Ethnisch betrachtet setzte sich die Bevölkerung zusammen aus 93,1 Prozent Weißen, 0,2 Prozent (eine Person) amerikanischen Ureinwohnern sowie 6,1 Prozent aus anderen ethnischen Gruppen; 0,6 Prozent stammten von zwei oder mehr Ethnien ab. Unabhängig von der ethnischen Zugehörigkeit waren 9,0 Prozent der Bevölkerung spanischer oder lateinamerikanischer Abstammung.
24,1 Prozent der Bevölkerung waren unter 18 Jahre alt, 56,5 Prozent waren zwischen 18 und 64 und 19,4 Prozent waren 65 Jahre oder älter. 49,6 Prozent der Bevölkerung waren weiblich.
Das mittlere jährliche Einkommen eines Haushalts lag bei 36.595 USD. Das Pro-Kopf-Einkommen betrug 18.301 USD. 26,1 Prozent der Einwohner lebten unterhalb der Armutsgrenze.

## Bekannte Bewohner
- William R. Green (1856–1947) – republikanischer Abgeordneter des US-Repräsentantenhauses (1911–1928) – begann seine Karriere als Anwalt in Dow City